# كأس ديفيز 1998
كأس ديفيز 1998 هو الموسم 87 من  كأس ديفيز. أقيم خلال الفترة 3 أبريل 1998 وحتى 6 ديسمبر 1998، وفاز فيه منتخب السويد لكأس ديفيز.